# Flussgebietsmanagement
Flussgebietsmanagement bezeichnet einen neuen Ansatz der Raumordnung, der Gewässerbewirtschaftung und des Gewässerschutzes mit dem Ziel Einflüsse auf das Gewässer, deren Ursachen sich in der Fläche des Einzugsgebiets finden, bereits dort zu beheben. Als interdisziplinärer Ansatz verbindet es unterschiedliche Planungen, wie etwa kommunale Bauleitplanung, Landschaftsplan, Gewässerentwicklungsplan (in Österreich auch als Gewässerbetreuungskonzept bekannt) und Hochwasserschutz.

## Ökosystemarer Hintergrund
Gewässer und Einzugsgebiet sind über den hydrologischen Kreislauf verbunden. Dies bedeutet, dass, beginnend mit dem Auftreffen des Niederschlags auf die Erdoberfläche bzw. die Vegetation, Prozesse einsetzen, deren Auswirkungen später im Gewässer bemerkbar sind. Menschliche Einflüsse auf die verschiedenste Eigenschaften unserer Landschaft wirken sich auf diese Prozesse aus und verändern somit den Chemismus des Wassers oder dessen quantitative Verteilung auf Verdunstung, Oberflächenabfluss und Grundwasser.

## Gesellschaftspolitischer Hintergrund
Menschlichen Aktivitäten in der Landschaft beeinflussen immer stärker die Gestalt, Eigenschaften und das Verhalten unserer Gewässer. Neben ökologischen Zwängen und Überlegungen spielen aber auch ökonomische Gründe eine besondere Rolle, da Wasser in vielerlei Hinsicht für unsere Wirtschaft von Bedeutung ist und somit eine nachhaltige Nutzung im Interesse der Gesellschaft liegt. Die intensive Nutzung der Flussauen führt zu Eindeichungen der Fließgewässer, so dass die Steuerung der Hochwasserabflüsse auf deutlich reduzierter Fläche erfolgt.
Die Wasserrahmenrichtlinie der Europäischen Union (Verordnung) bildet in Europa die Basis für eine stärkere Koordinierung aller Maßnahmen mit Wasserbezug auf interdisziplinärer und internationaler Ebene.

## Entwicklungen
Im Rahmen des Projektes ILUP – Integrated Land Use Planning and River Basin Management wurden von 2003 bis 2007 Konzepte für Flussgebietsmanagement auf nationaler und europäischer Ebene entwickelt.